# Tillandsia myosura
Tillandsia myosura là một loài thuộc chi Tillandsia. Đây là loài bản địa của Bolivia.